# Fresney-le-Vieux
Fresney-le-Vieux é uma comuna francesa na região administrativa da Normandia, no departamento Calvados. Estende-se por uma área de 2,47 km². Em 2010 a comuna tinha 286 habitantes (densidade: 115,8 hab./km²).